# Jan Teulings (beeldhouwer)

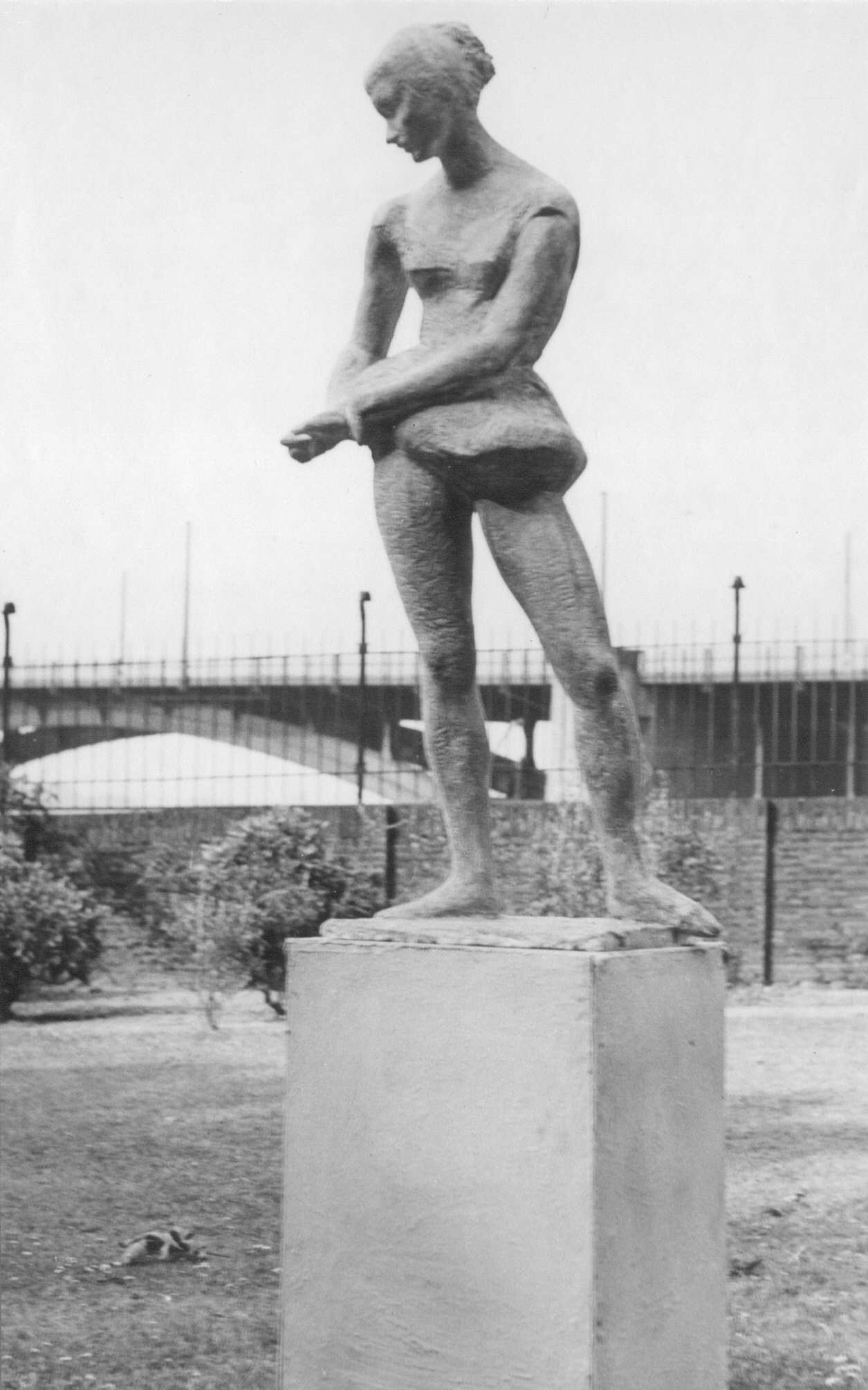
Danseres (1957), tijdens een openluchttentoonstelling in het Valkhof, Nijmegen.

Johannes Jacobus Franciscus (Jan) Teulings (Delft, 2 maart 1920 – Heelsum, 3 augustus 1996) was een Nederlands beeldhouwer en tekenaar. Hij wordt ter onderscheid van de acteur Jan Teulings ook vermeld als Jan J.F. Teulings.

## Leven en werk
Jan Teulings was een zoon van sigarenmaker Johannes Antonius Teulings en Alida Maria Elisabeth van Woggelum. Hij was leerling van Gijs Jacobs van den Hof aan de Middelbare School voor Beeldende Kunst en Kunstnijverheid van het Genootschap Kunstoefening in Arnhem. In 1940 studeerde hij met lof af aan de afdeling decoratieve kunst. 
Hij maakte veelal figuratieve mensfiguren en naakten, maar werkte ook abstract. Hij was lid van de vakgroep beeldhouwers van de Beroepsvereniging van Beeldende Kunstenaars. Teulings exposeerde meerdere malen, onder andere tijdens solotentoonstellingen in de Populier in Arnhem (1960) en de Muntentoren in Deventer (1960). Teulings gaf les van 1952 tot 1982 les aan de Arnhemse academie. Tot zijn studenten behoorden Rik van Bentum, Marie Blaauw, Gaby Bovelander, Ria Lamkamp, Henk Mual en Jacques Spee.
Jan Teulings overleed op 76-jarige leeftijd, hij werd begraven op de begraafplaats bij het kerkje op de heuvel in Heelsum. Hij was vader van de kunstenaar Raoul Teulings (1959-2010).

## Enkele werken
- 1953 – reliëf t.g.v. 300 jaar De Porceleyne Fles, Rotterdamseweg in Delft.[5]
- 1954 – Ordening, gevelreliëf voor de Coöperatieve Arnhemse Melkinrichting en Zuivelfabriek (CAMIZ, later Coberco), Westervoortsedijk, Arnhem. Het reliëf is een van vier gemaakt door Gijs Jacobs van den Hof en een aantal van zijn oud-leerlingen, vermoedelijk in het jaar dat hij als leraar met pensioen ging. De andere werden gemaakt door John Grosman (Chaos), Albert Diekerhof (Zonnekracht) en Jacobs van den Hof (Voltooiing).[6] Het gebouw van de CAMIZ waar de reliëfs aan hangen werd in 1957 geopend.
- 1961 – Boer, timmerman, smid, stond bij de entree van de LTS aan de Korenbloemstraat in Rheden. Herplaats bij wooncentrum Rhederhof.
- 1961 – gevelreliëf voor de LTS aan de Korenbloemstraat in Rheden. In 2012 herplaatst aan gevel appartementencomplex aan de Klinker in de wijk Grinthuizen.[7]
- 1968 – Spelende kinderen, bronzen beeld bij de Willem Dreesschool in Arnhem.

## Fotogalerij

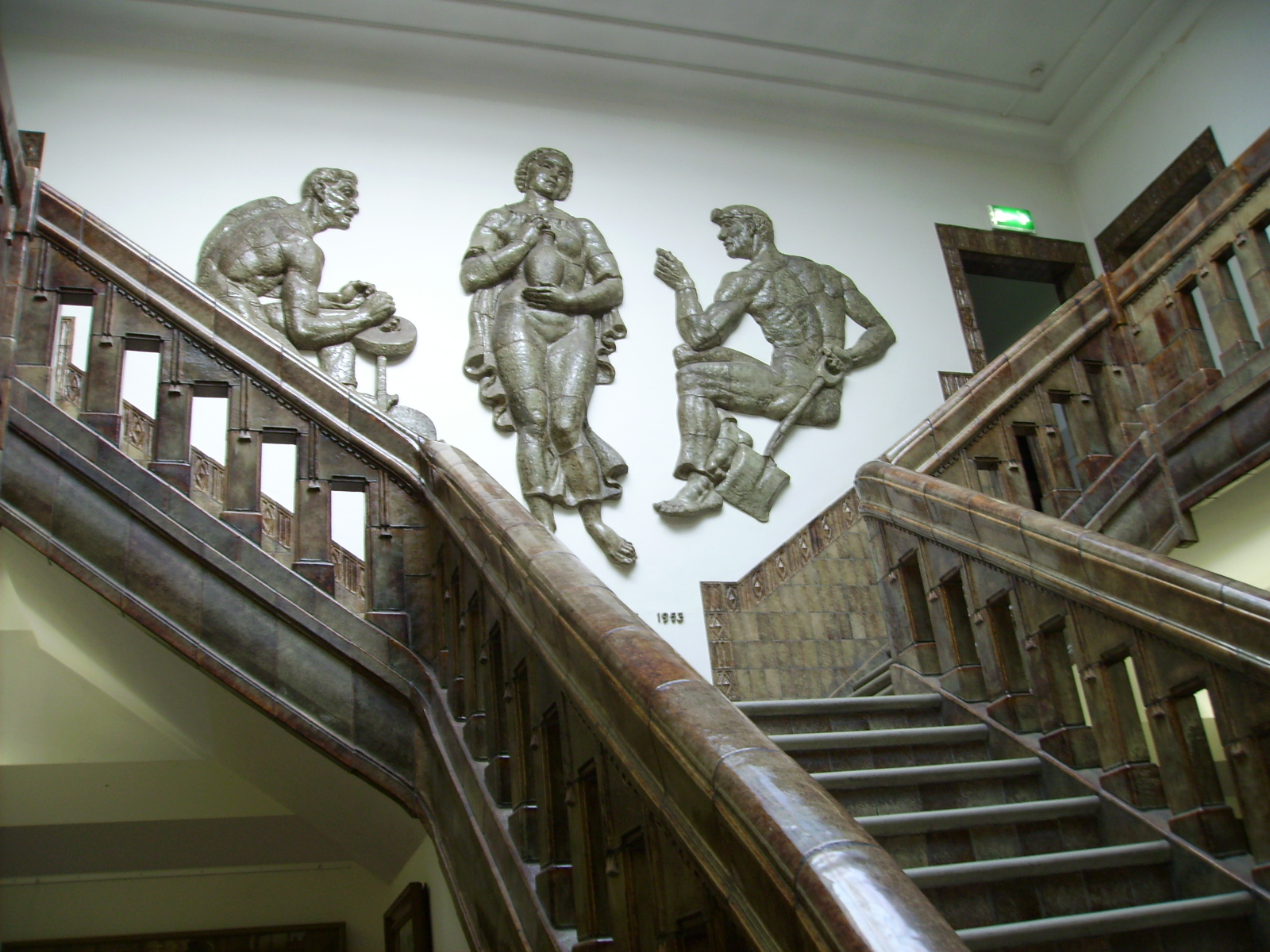
reliëf De Porceleyne Fles
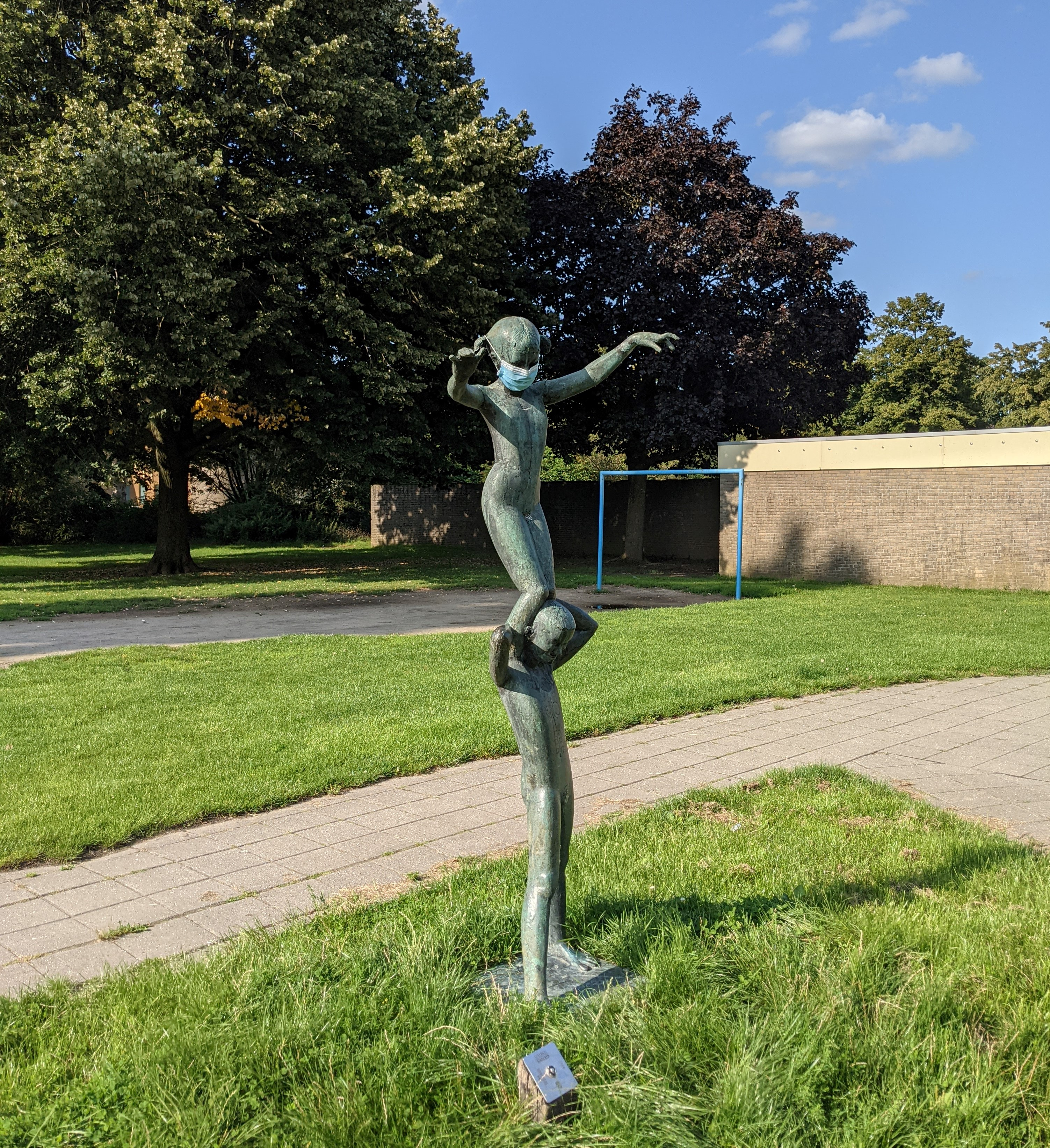
Spelende kinderen
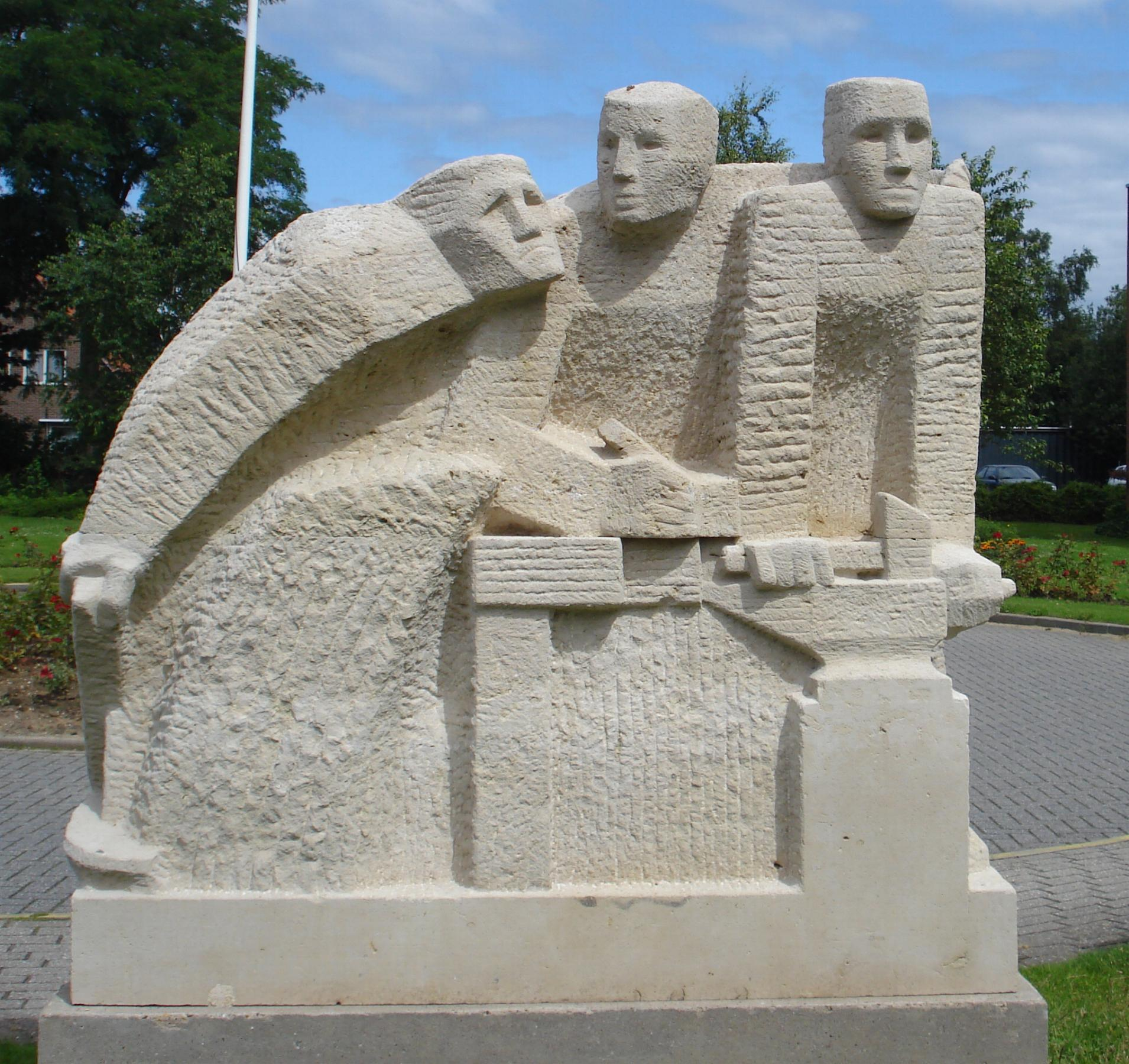
Boer, timmerman, smid

- Biografisch Portaal: 16572456
- RKD-Nederlands Instituut voor Kunstgeschiedenis: 76926